# Петко Николов (кмет)
Петко Николов е български политик от Народнолибералната партия.
Той е кмет на София от 2 март 1904 година, избран от новоизбраното мнозинство на народнолибералите в общинския съвет, и остава на поста до 7 юли 1905 година, когато подава оставка по лични причини. През този период е завършено водохващане на Владайската река на Витоша и отвеждане на водите към водоснабдителния резервоар над Бояна.